# James Tolmie (homme politique canadien)
Pour les articles homonymes, voir James Tolmie et Tolmie.
James Tolmie (9 septembre 1855-7 décembre 1917) est un homme politique canadien de la Colombie-Britannique. Il est député provincial indépendant de la circonscription britanno-colombienne de Victoria d'une élection partielle en 1888 à 1890,.

## Biographie
Né à Fort Nisqually aujourd'hui dans l'État de Washington, Tolmie est le fils de Jane Work et de William Fraser Tolmie qui est responsable du poste de traite pour la Compagnie de la Baie d'Hudson et député de Victoria de 1874 à 1878.
Après des études à Victoria, il entre dans le monde des affaires et retourne étudier le droit. Il décroche après une année d'étude pour s'occuper de la ferme familiale à Saanich. 
Tolmie meurt à Saanich en 1917 à l'âge de 62 ans.
Son frère, Simon Fraser Tolmie, est premier ministre de la Colombie-Britannique de 1928 à 1933.